# هرویتز ۲۵۲۳۷
سیارک ۲۵۲۳۷ (به انگلیسی: 25237 Hurwitz، نامگذاری:1998UG7) بیست و پنج هزار و دویست و سی و هفتمین سیارک کشف شده‌است که در ۲۰ اکتبر ۱۹۹۸ کشف شد.
قدر مطلق سیارک برابر ۱۷.۸ است.